# Pe fir
Pe fir este un film românesc din 2005 regizat de Constantin Mustețea.